# Happy Valley n.º 10
Happy Valley n.º 10 es un municipio rural canadiense situado en la provincia de Saskatchewan.

## Superficie
Happy Valley n.º 10 tiene una superficie de 806,93 km².

## Demografía
En 2021, tenía 125 habitantes, una densidad poblacional de 0,2 hab./km², y 70 viviendas.